# Śródmieście (Janikowo)
Śródmieście – dzielnica Janikowa, w której mieszka około 5610 osób.
Zabudowę stanowią bloki 4– i 5–piętrowe. Na terenie dzielnicy istnieją 3 supermarkety różnych sieci, największy kościół w Janikowie – pw. bł. bp. Kozala, szkoła podstawowa (klasy I–III), gimnazjum, ośrodek zdrowia oraz pogotowie ratunkowe. Przy ul. Głównej mieści się Stadion Miejski (4500 miejsc z czego 3000 pod dachem) oraz Hala Widowiskowo-Sportowa (700 miejsc). Nad jeziorem jest przystań i pomost.

## Ulice Janikowa w dzielnicy
- Dworcowa
- Główna
- Bpa Michała Kozala
- Klonowa
- Kwiatowa
- Miła
- Młodzieżowa
- Ogrodowa
- Północna
- Przemysłowa (część)
- Przybyszewskiego
- Słoneczna
- Spacerowa
- Sportowa
- Wewnętrzna
- Wiśniowa
- Zachodnia
- Zacisze
- Kasprowicza
- Topolowa
- Prusa